# Francisco Gómez de Sandoval y Rojas
Francisco Gómez de Sandoval y Rojas, meglio conosciuto col titolo di Duca di Lerma (Tordesillas, 1553 – Valladolid, 17 maggio 1625), è stato un politico e cardinale spagnolo, valido del re di Spagna Filippo III d'Asburgo.

## Biografia

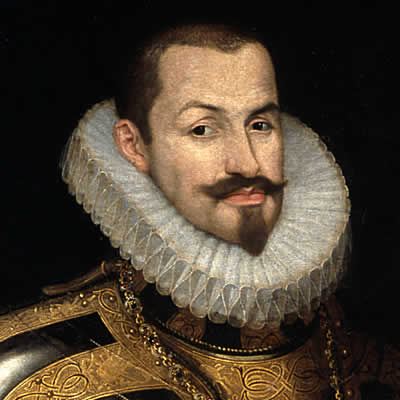
Il duca ritratto da Juan Pantoja de la Cruz

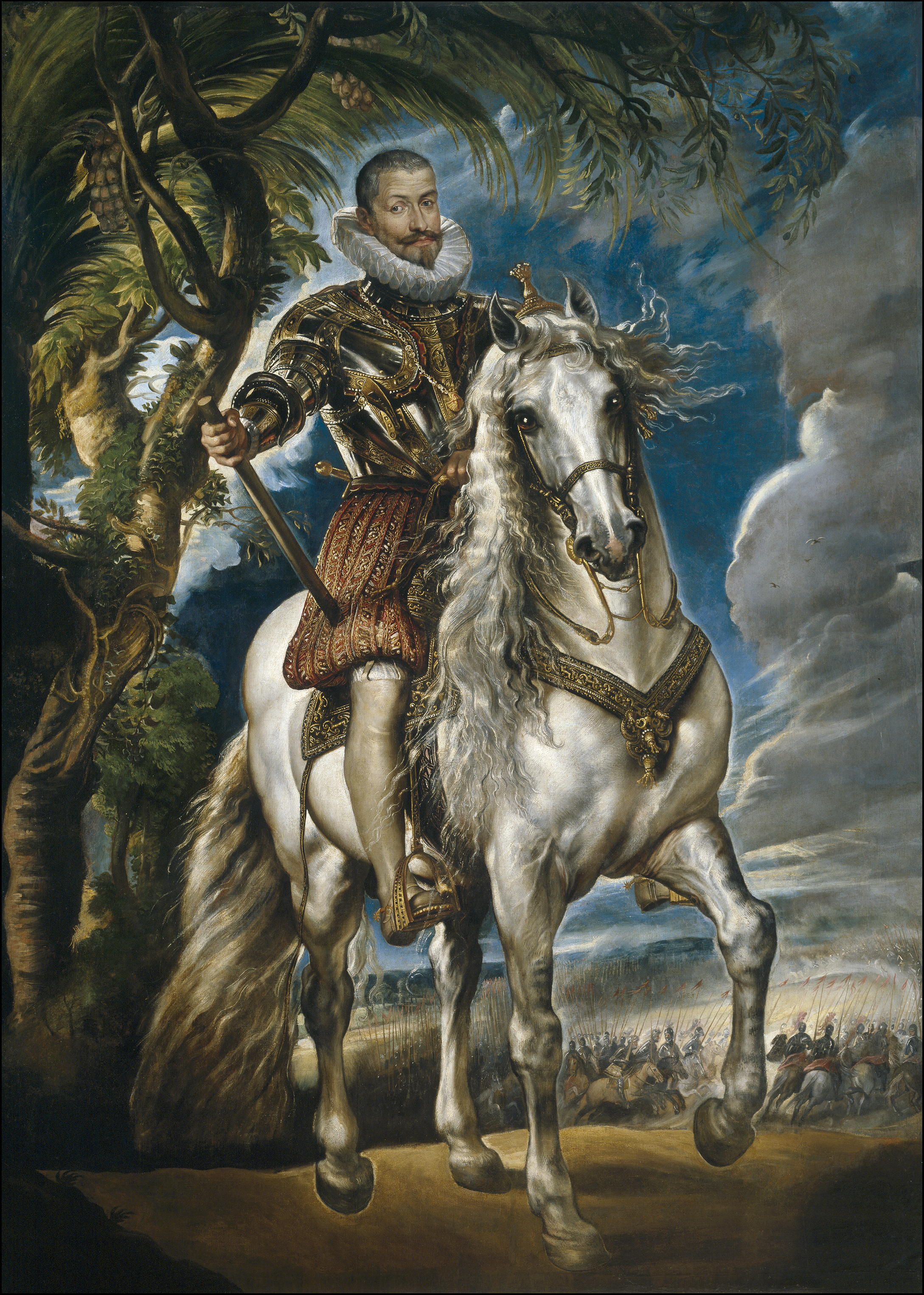
Francisco Goméz de Sandoval y Rojas, Duca di Lerma, in un ritratto di Peter Paul Rubens

Figlio del IV marchese di Denia, Francisco Sandoval y Rojas y Zuniga, e di Isabel de Borja, figlia del IV duca di Gandia Francesco Borgia, all'età di tre anni fece il suo ingresso alla corte di Spagna come paggio dell'infante don Carlos e divenne poi Gentiluomo di Camera di Filippo II. Durante il suo soggiorno presso il palazzo reale, strinse una forte amicizia con l'infante don Filippo: per allontanarlo dalla corte Filippo II lo nominò viceré di Valencia.

### IlValimiento
Alla morte del re (1598), fu richiamato a Madrid dal suo erede, Filippo III, che ne fece il suo valido e gli affidò il governo del regno: secondo quanto riferito dall'ambasciatore veneziano Girolamo Soranzo, divenne "padrone della grazia e della volontà di Sua Maestà quanto sia stato alcuno ministro di principe grande". 
Durante il suo valimiento, caratterizzato da un clima di clientelismo e corruzione, i suoi protetti entrano nei consigli che componevano il sistema di governo polisinodiale dell'impero spagnolo, affiancando il re nell'esercizio del potere esecutivo, e la pratica della contrattazione privata divenne strumento di governo: al termine della sua carriera, aveva accumulato illecitamente un cospicuo patrimonio.
Il duca comprese che la Spagna, colpita oltretutto da gravi carestie ed epidemie, non era più in grado di sostenere le spese militari per i conflitti ereditati dal regno di Filippo II. Stipulò con l'Inghilterra il Trattato di Londra (28 agosto 1604), con il quale concesse ai britannici numerosi privilegi commerciali e la libertà religiosa per gli inglesi residenti nei territori del suo Impero, ottenendo in cambio l'impegno a non appoggiare più le Province Unite e non commerciare con i possedimenti spagnoli nelle Americhe. Con le Province Unite, dopo una tregua stipulata nel 1607, firmò ad Anversa la Tregua dei dodici anni (9 aprile 1609), garantita da Rodolfo II ed Enrico IV, con la quale la Repubblica delle Sette Province Unite venne considerata de facto autonoma e libera di esercitare la propria sovranità sui territori sotto il suo controllo, laddove l'impero spagnolo conservava la sua sovranità sui Paesi Bassi spagnoli, a maggioranza cattolica.
Negoziò con la Francia il matrimonio tra Luigi XIII e Anna d'Austria (figlia di Filippo III), e della sorella di Luigi XIII con l'infante don Filippo, suggellando così con la Francia la Pace di Vervins del 1598.
Grave fu la decisione (1609) di espellere dalla Spagna i circa 300.000 Moriscos, che costituivano la miglior parte della manodopera specializzata per l'agricoltura e l'industria, aggravando così il declino demografico ed economico del regno.
Perse gradualmente il favore del sovrano, così nel 1617, dopo essersi garantita la nomina al cardinalato e le relative immunità, lasciò il governo al suo primogenito, Cristóbal Gómez de Sandoval y Rojas, primo duca di Uceda.

### Il cardinalato
Venne creato cardinale da Papa Paolo V nel concistoro del 26 marzo 1618, ottenendo il titolo di San Sisto: nel 1622 venne anche ordinato sacerdote.
Alla morte di Filippo III, il valido di Filippo IV, Gaspar de Guzmán y Pimentel, conte-duca de Olivares, aprì un'indagine contro il sistema di corruzione del duca di Lerma e gli impose di risiedere a Tordesillas: Papa Gregorio XV, attraverso il cardinale Scipione Caffarelli-Borghese, protestò formalmente con la corte spagnola per quello che considerava un attacco alla libertà ecclesiastica. Questo alleviò solo leggermente le condizioni del duca, cui non fu consentito di recarsi a Roma per il conclave del 1623 (che elesse Urbano VIII) e che, con sentenza del 3 agosto 1624, fu condannato a risarcire allo stato oltre un milione di ducati.
Morì a Valladolid nel 1625 e fu sepolto nella locale chiesa di San Pablo.

## Ascendenza
|                                      |                 |                                  | Genitori                       |  |  | Nonni |  |  | Bisnonni                             |  |  | Trisnonni                                  |  |
|                                      |                 |                                  |                                |  |  |       |  |  | Bernardo Gómez de Sandoval y Mendoza |  |  | Diego Gómez de Sandoval y Manrique de Lara |  |
|                                      |                 |                                  |                                |  |  |       |  |  | Bernardo Gómez de Sandoval y Mendoza |  |  | Diego Gómez de Sandoval y Manrique de Lara |  |
|                                      |                 | Catalina de Mendoza              |                                |  |  |       |  |  | Bernardo Gómez de Sandoval y Mendoza |  |  |                                            |  |
| Luis Gómez de Sandoval y Enríquez    |                 |                                  |                                |  |  |       |  |  | Bernardo Gómez de Sandoval y Mendoza |  |  |                                            |  |
|                                      |                 | Francisca Enriquez               | Enrique de Enríquez y Quiñónes |  |  |       |  |  |                                      |  |  |                                            |  |
|                                      |                 | Francisca Enriquez               | Enrique de Enríquez y Quiñónes |  |  |       |  |  |                                      |  |  |                                            |  |
|                                      |                 | Francisca Enriquez               | María de Luna                  |  |  |       |  |  |                                      |  |  |                                            |  |
| Francisco Gómez de Sandoval y Zúñiga |                 | Francisca Enriquez               |                                |  |  |       |  |  |                                      |  |  |                                            |  |
|                                      |                 | Francisco de Zúñiga y Avellaneda | Pedro de Zúñiga y Avellaneda   |  |  |       |  |  |                                      |  |  |                                            |  |
|                                      |                 | Francisco de Zúñiga y Avellaneda | Pedro de Zúñiga y Avellaneda   |  |  |       |  |  |                                      |  |  |                                            |  |
|                                      |                 | Francisco de Zúñiga y Avellaneda | Catalina de Velasco y Mendoza  |  |  |       |  |  |                                      |  |  |                                            |  |
| Catalina de Zuñiga y Cardenas        |                 | Francisco de Zúñiga y Avellaneda |                                |  |  |       |  |  |                                      |  |  |                                            |  |
|                                      |                 | María de Cárdenas y Enríquez     | Gutierre de Cárdenas           |  |  |       |  |  |                                      |  |  |                                            |  |
|                                      |                 | María de Cárdenas y Enríquez     | Gutierre de Cárdenas           |  |  |       |  |  |                                      |  |  |                                            |  |
|                                      |                 | María de Cárdenas y Enríquez     | Teresa Enríquez de Alvarado    |  |  |       |  |  |                                      |  |  |                                            |  |
| Francisco Gómez de Sandoval y Rojas  |                 | María de Cárdenas y Enríquez     |                                |  |  |       |  |  |                                      |  |  |                                            |  |
|                                      | Giovanni Borgia | Giovanni Borgia                  |                                |  |  |       |  |  |                                      |  |  |                                            |  |
|                                      | Giovanni Borgia | Giovanni Borgia                  |                                |  |  |       |  |  |                                      |  |  |                                            |  |
|                                      | Giovanni Borgia | Maria Enriquez de Luna           |                                |  |  |       |  |  |                                      |  |  |                                            |  |
| Francesco Borgia                     | Giovanni Borgia |                                  |                                |  |  |       |  |  |                                      |  |  |                                            |  |
|                                      |                 | Giovanna d'Aragona               | Arcivescovo Alfonso d'Aragona  |  |  |       |  |  |                                      |  |  |                                            |  |
|                                      |                 | Giovanna d'Aragona               | Arcivescovo Alfonso d'Aragona  |  |  |       |  |  |                                      |  |  |                                            |  |
|                                      |                 | Giovanna d'Aragona               | Ana de Gurrea y de Gurrea      |  |  |       |  |  |                                      |  |  |                                            |  |
| Isabella Borgia                      |                 | Giovanna d'Aragona               |                                |  |  |       |  |  |                                      |  |  |                                            |  |
|                                      |                 | Álvaro de Castro                 | Rodrigo de Castro              |  |  |       |  |  |                                      |  |  |                                            |  |
|                                      |                 | Álvaro de Castro                 | Rodrigo de Castro              |  |  |       |  |  |                                      |  |  |                                            |  |
|                                      |                 | Álvaro de Castro                 | Leonor Coutinho                |  |  |       |  |  |                                      |  |  |                                            |  |
| Leonor Castro de Melo y Meneses      |                 | Álvaro de Castro                 |                                |  |  |       |  |  |                                      |  |  |                                            |  |
|                                      |                 | Isabel de Melo                   | Nuno Barreto                   |  |  |       |  |  |                                      |  |  |                                            |  |
|                                      |                 | Isabel de Melo                   | Nuno Barreto                   |  |  |       |  |  |                                      |  |  |                                            |  |
|                                      |                 | Isabel de Melo                   | Leonor de Melo                 |  |  |       |  |  |                                      |  |  |                                            |  |
|                                      |                 | Isabel de Melo                   |                                |  |  |       |  |  |                                      |  |  |                                            |  |